# الدين في سان مارينو
الدين في سان مارينو (2021)
سان مارينو هي دولة صغيرة غير ساحلية تبلغ مساحتها حوالي 61.2 كيلومتر مربع (23.6 ميل مربع) وتقع على نتوء صخري على ارتفاع 657 متراً (2,156 قدماً) في وسط إيطاليا. في عام 2023، بلغ عدد سكانها 33,636 نسمة. وهي ثالث أصغر دولة في أوروبا بعد مدينة الفاتيكان وموناكو. يُعتقد تقليدياً أنها تأسست كجمهورية عام 301 بعد الميلاد، واعترف بها الباباوية في عام 1631، وأصبحت عضواً في الأمم المتحدة عام 1992. واعتباراً من عام 2009، كانت التركيبة العرقية حوالي 84.95% من السانماريين، و14.6% من الإيطاليين وغيرهم.
وفقاً لتقرير عام 2021 حول الحرية الدينية في البلاد، فإن 91.5% من السكان مسيحيون، و5.6% لا أدريين، و1.9% ملحدون، و1% "آخرون".
لا توفر الدولة إحصاءات دقيقة عن الانتماءات الدينية لسكانها. ومع ذلك، في أوائل العقد الأول من القرن الحادي والعشرين، كان يُفترض أن ما لا يقل عن 95% من السكان كانوا من الروم الكاثوليك، كما في إيطاليا، ولكن مع أقلية تاريخية من اليهود والبروتستانت.
تقديرات عام 2020 أشارت إلى أن 85.45% من السكان كانوا كاثوليك، بينما 6% ينتمون إلى طوائف مسيحية أخرى، و1% كانوا بهائيين و7.56% ليس لديهم دين؛ وكان هناك أيضاً حوالي 10 مسلمين في البلاد.
جميع مدارس سان مارينو هي مدارس حكومية، ويجب أن تقدم تعليماً دينياً قائماً على الكاثوليكية؛ لا توجد مدارس دينية خاصة.
قسم الولاء -كما هو موصوف عام 1903- على "الإنجيل المقدس". تم تغيير هذه القواعد عام 1993 لمنح البرلمانيين خيار استبدال عبارة "الإنجيل المقدس" بعبارة "على شرفي". وقد أيدت المحكمة الأوروبية لحقوق الإنسان هذه "الصياغة" القانونية. كانت الصياغة التقليدية لا تزال إلزامية عام 2006 للمناصب الأخرى مثل منصب الحاكمان ووزير الحكومة.